# Satisfactieleer

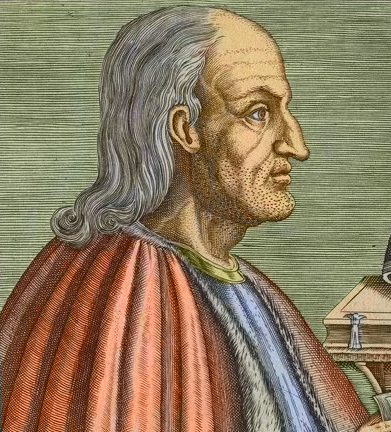
Anselmus van Canterbury

De satisfactieleer (satisfactie, van het Latijnse satisfactio = voldoening) ook bekend onder de naam verzoening door voldoening is een katholieke verzoeningsleer - later gewijzigd overgenomen door verschillende protestantse kerken - die stelt dat Jezus Christus de mensheid met God heeft verzoend door zijn vrijwillige gehoorzaamheid aan God gedurende zijn gehele leven tot zijn gewelddadige kruisdood aan toe. Door zijn leven in dienst te stellen van God heeft Hij gecompenseerd wat de mensen hadden moeten doen (namelijk gehoorzaamheid aan God) maar nalieten te doen (en vanwege de zonde ook niet meer konden doen), heeft hij God voldoening, satisfactie, geschonken. Hij heeft zelfs meer dan dat gedaan, hij heeft overvloedige voldoening geschonken: als zondeloze en gehoorzame had Hij niet hoeven te sterven aan het kruis. God schenkt Hem voor deze verdienste (meritum) de gelovige mensen, die vanwege dit geloof gerechtvaardigd zullen worden. Termen als satisfactio, poena (straf) en meritum zijn ontleend aan het Lartijnse rechtswezen. De satisfactieleer is meest gangbare verzoeningsleer binnen het Westerse Christendom. De leer van verzoening door voldoening wordt meestal in verbinding gebracht met Anselmus van Canterbury (1033-1109), die er over heeft geschreven in zijn boek Cur deus homo (ca. 1097). Hoewel Anselmus de eerste theoloog was die de satisfactieleer uiteenzette, zijn reeds sporen van de satisfactieleer terug te vinden bij de kerkvaders, Tertullianus, Cyprianus van Carthago, Augustinus van Hippo en Gregorius de Grote

## Voldoening of straf
In de oorspronkelijke, door Anselmus van Canterbury in Cur deus homo geschetste satisfactietheorie, wordt gesteld dat de mensheid door voor de zonde te kiezen zich vrijwillig heeft geplaatst onder de macht van de duivel. Gods eer is daarbij geschonden, of beter gesteld, de mens kan God nu niet meer de verschuldigde eer bewijzen vanwege de zondige toestand waarin hij nu verkeert. De mens kan nu onmogelijk voldoen aan de taak die voor hem is weggelegd. Omdat God een rechter is moet Hij nu eigenlijk de mens straffen, daar Hij echter ook liefde is wil Hij hier vanaf zien en zendt Hij zijn eniggeboren Zoon, Jezus Christus, die als zondeloze door een leven in volstrekte, vrijwillige gehoorzaamheid en als vertegenwoordiger van de mensheid de openstaande schuld bij God voldoet. Hij schenkt God echter meer dan voldoening (satisfactio), want door zijn kruisdood, die niet nodig was (Jezus is immers zondeloos, en God kan het daarom onmogelijk goed vinden dat Hij wordt gekruisigd) een extra verdienste (meritum) behaald, waarna God Hem uit dankbaarheid de mensen schenkt die in Hem (d.i. Jezus en zijn zoendood) geloven. Jezus ondergaat bij Anselmus dus niet een plaatsvervangende straf voor de zonde der mensen, maar geeft God plaatsvervangende voldoening.

## Voldoening én straf

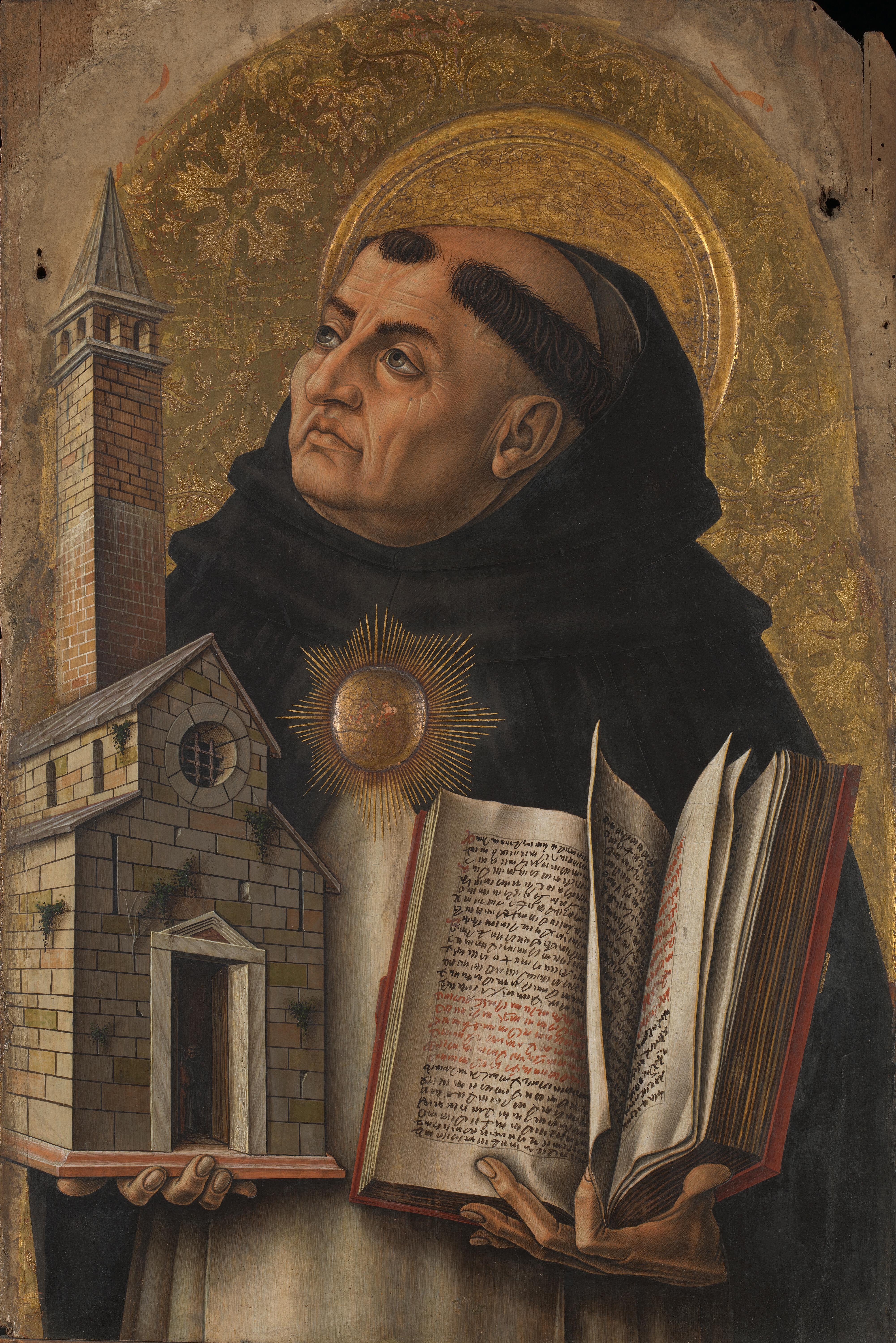
Thomas van Aquino

Latere scholastici die zich bezighielden met de satisfactieleer meenden dat Jezus niet alleen voldoening aan God had geschonken, maar ook plaatsvervangend voor de mensen had geleden en hun straf had gedragen. Deze gedachte werd verder uitgewerkt tijdens de Reformatie.
De huidige, meest gangbare katholieke satisfactieleer gaat terug op die van Thomas van Aquino (1225-1274) is een aanpassing van Anselmus' satisfactieleer. In zijn Summa Theologica stelt Thomas nadrukkelijk dat Christus ook de straf van de mensen heeft gedragen (en daar ligt volgens hem ook een stuk voldoening in).
Volgens Hugo de Groot (1583-1645) in Defensio fidei catholicae de satisfactione Christi, 1617, was Christus' kruisdood een waarschuwend voorbeeld van straf (Straf-Exempel) om aan te tonen hoezeer God een afschuw heeft van de zonde: christenen weten dit nu en zullen het kwade nu nalaten. Omdat Christus zelf heeft ingestemd met het ondergaan van de kruisdood is er volgens De Groot geen sprake van onrechtvaardigheid van de kant van God. De satisfactieleer van Grotius wordt algemeen gezien als een poging de scherpe randjes wat van de reformatorische en katholieke satisfactieleer af schaven. Mede hierom werd zij overgenomen door meer verlichte theologen der orthodoxie.
De Bijbeltekst in Jesaja 53:5, over de "Lijdende Dienstknecht van JHWH" zegt dat "de straf die ons de vrede aanbrengt, [op] Hem [was]." Uit deze tekst zou men kunnen opmaken dat Jezus plaatsvervangend gestraft is voor de zonden van de mensen. Jes. 53:6 stelt dat "de Heer schuld van ons allen op hem [heeft] doen neerkomen." Vers 7 ten slotte, wordt geciteerd in Handelingen 8:32-33.

## Plaatsvervanging
De leer van het plaatsvervanging (substitutio)  maakt deel uit van de leer van verzoening door voldoening.